# Protokoly sionských mudrců

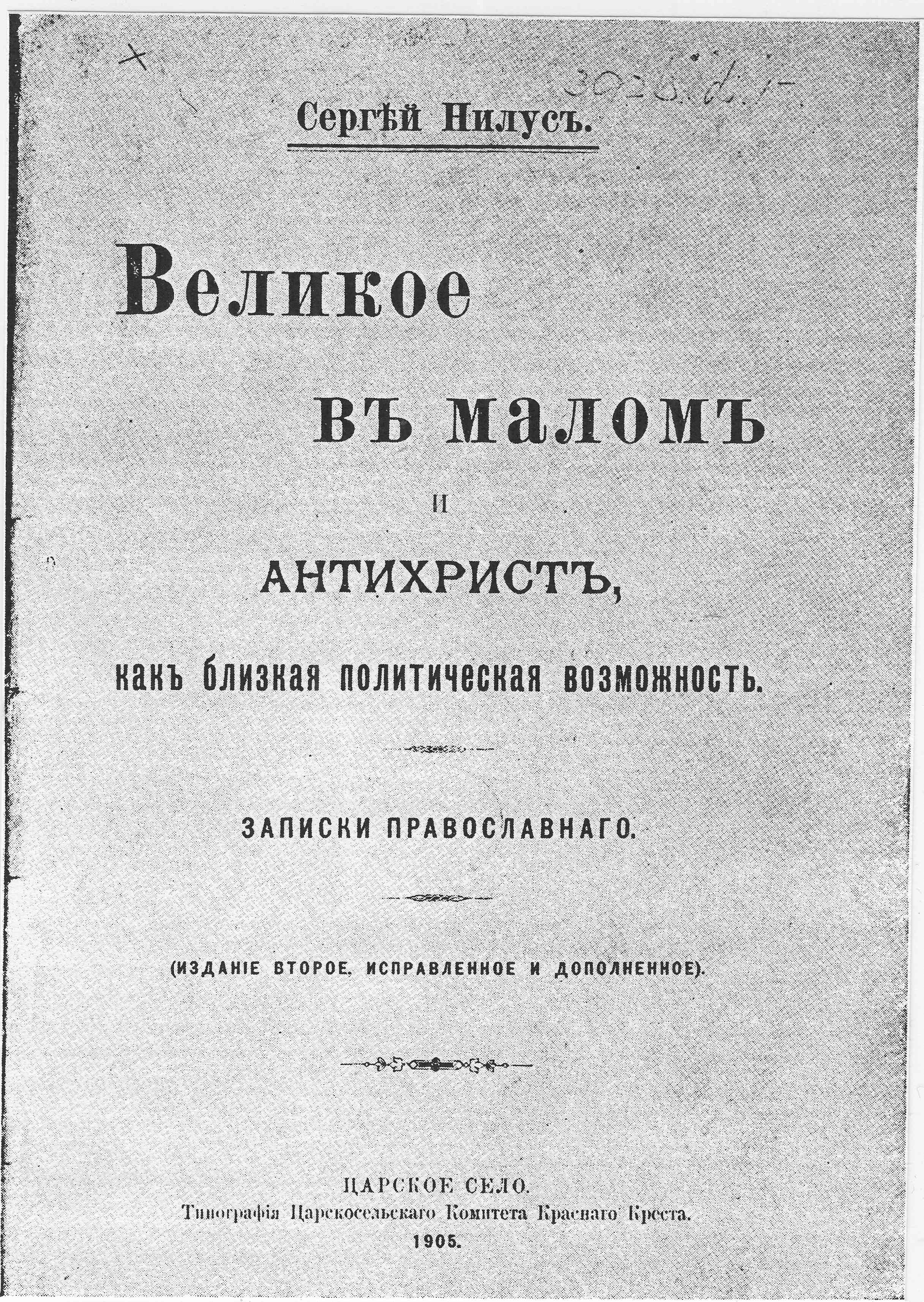
Reprodukce z roku 1905

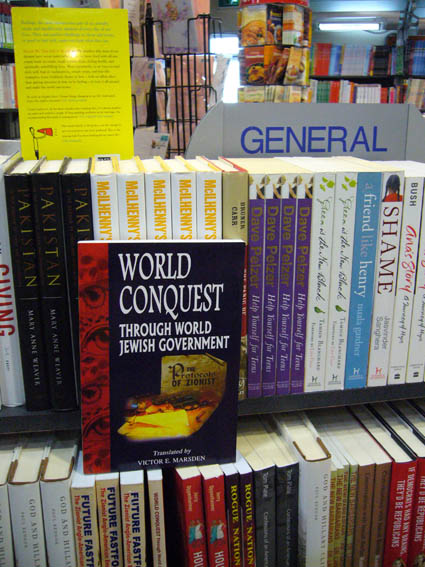
Novodobé vydání Protokolů v knihkupectví v Malajsii

Protokoly sionských mudrců (rusky Протоколы сионских мудрецов či Сионские протоколы) je původně ruský antisemitský pamflet z počátku 20. století.
Text obsahuje plán na dosažení globální nadvlády židovského národa. Encyclopædia Britannica označuje Protokoly sionských mudrců jako „podvodný dokument, který sloužil jako záminka a zdůvodnění antisemitismu na počátku 20. století.“ Po prvním vydání v roce 1903 v carském Rusku byl text tohoto díla v rámci četných nezávislých vyšetřování opakovaně označen jako podvodný; zejména série článků publikovaná v roce 1921 v časopise The Times odhalila, že většina materiálu byla plagiátem dřívějších děl politické satiry, které se k Židům vůbec nevztahovala. Úplnou verzi vydal v roce 1905 Sergej Nilus jako závěrečnou kapitolu knihy Velké v malém aneb Antikrist jako nastávající politická možnost.
Někteří tento text považují za pravý, a to zejména v těch částech světa, kde je rozšířený antisemitismus, antijudaismus či antisionismus. Protokoly sionských mudrců se často citují a tisknou  a někdy, zejména na Blízkém východě, se používají jako důkaz židovského spiknutí (Hamas jimi například ospravedlňuje teroristické útoky na Izrael).

## Charakteristika
Protokoly jsou obecně považovány za počátek soudobé literatury konspiračních teorií. Text je jakýmsi instruktážním manuálem pro nového člena „starších“, popisuje, jak Židé ovládnou svět prostřednictvím kontroly médií a financí, nahrazení tradičního společenského pořádku sociálním pořádkem založeným na masové manipulaci. Dílo bylo zpopularizováno odpůrci ruského komunistického revolučního hnutí a bylo šířeno po ruské revoluci v roce 1905. Světové známosti však dosáhlo až po bolševické Říjnové revoluci v roce 1917, kdy názor, že bolševismus byl židovským spiknutím na ovládnutí světa, vyvolal široký zájem o Protokoly. V západním světě bylo dílo široce rozšiřováno především ve 20. a 30. letech 20. století, jejich tisk byl financován Henry Fordem a Protokoly „tvořily významnou roli v nacistickém ospravedlnění genocidy Židů během holocaustu“, a přestože po porážce nacismu ve druhé světové válce jejich používání coby nástroje propagandy postupně odeznělo, jsou současnými antisemity i nadále používány.

## Historie
Protokoly byly sestaveny ruskou tajnou policií Ochranka, aby obvinily Židy z tehdejších politických i společenských problémů Ruska. Napsat je měl Matvej Golovinskij, ruský spolupracovník policie cara Mikuláše II., a byly založeny na několika dřívějších publikacích, např. na satiře Dialogue aux enfers entre Machiavel et Montesquieu od Mauriceho Joly z roku 1864, spojující Napoleona III. s Niccolem Machiavellim, nebo na románu Biarritz z roku 1868 od Hermanna Ottomara Friedricha Goedscheho, v němž je v kapitole Na židovském hřbitově v Praze popsáno tajemné setkání na starém Židovském hřbitově v Praze, kde vysocí rabíni plánují spiknutí na ovládnutí světa. V roce 1993 vydal oblastní soud v Moskvě rozsudek, podle něhož se ultrapravicová nacionalistická organizace Pamjať dopustila publikováním Protokolů antisemitismu.

## Ohlasy v umění
Na vysoké odborné úrovni, ale se značnou dávkou ironie, se Protokoly s jejich literárněhistorickým pozadím (především otázkou jejich návaznosti na čistě beletristické texty, zejména Eugena Sue, jehož romány obsahují pasáže Protokolům podezřele podobné) zabývá také Umberto Eco ve svém románu Foucaultovo kyvadlo; v roce 2010 dokonce vyšla Ecova kniha Pražský hřbitov (název odkazuje na kapitolu z knihy Hermanna Goedscheho Biarritz), kde jsou Protokoly ústřední tematikou.
Protokoly se také zabývá komiks Willa Eisnera Spiknutí: Tajný příběh protokolů sionských mudrců.
V roce 2023 italská metalová kapela Nanowar of Steel vydala píseň s názvem Protocols (Of The Elders Of Zion) Of Love, parodující popové milostné písně a konspirační teorie.